# Banpresto Originals
Banpresto Originals es un término común usado para categorizar a los personajes y mechas originales de la compañía de videojuegos japonesa Banpresto, para sus muchos juegos crossover. La mayoría de los Banpresto Originals existen principalmente en la serie de juegos Super Robot Wars, como soporte de las series de mechas que hacen aparición en dichos juegos, sirviendo de punto de conexión entre las intrincadas historias de cada una de las series. Otros Banpresto Originals han hecho aparición en otros juegos de Banpresto, como The Great Battle, Hero Senki y Hero Sakusen.
El primer personaje de Banpresto Originals fue Masaki Andoh, piloto del Cybuster, la Divinidad del Viento, quien hizo su debut en el 2nd Super Robot Wars, lanzado para el Famicom (NES) de Nintendo en 1991. El primer juego que Banpresto dedicó únicamente a los originales fue Super Robot Wars Gaiden: The Lord of Elemental para el Super Famicom (SNES), lanzado en 1996.
Actualmente, Banpresto se ha dedicado a crear una serie de juegos de SRW centrados en los originales, llamada “Original Generation”. Los primeros dos juegos, Super Robot Wars Original Generation y Super Robot Wars Original Generation 2 fueron lanzados para la Game Boy Advance, siendo además los primeros SRW en ser traducidos oficialmente al inglés y distribuidos en el mercado americano por la compañía Atlus. Un tercer juego llamado Super Robot Wars Original Generations, una versión “extendida” de los dos primeros juegos fue anunciada para la Sony PlayStation 2, y será lanzada el 25 de enero de 2007. Super Robot Wars Original Generation: The Animation, una serie de tres OVAs basadas en los primeros dos juegos, fueron lanzadas entre finales del 2005 y principios del 2006. Super Robot Wars Original Generation ~Divine Wars~, que fue emitida el 4 de octubre de 2006, cuenta la historia de la saga Original Generation, con algunas modificaciones con respecto a los dos primeros juegos.